# Cadichon (série télévisée d'animation)
Pour le personnage, voir Mémoires d'un âne.
Cadichon est une série télévisée d'animation française en vingt épisodes de treize minutes, créée d'après le personnage des Mémoires d'un âne de la Comtesse de Ségur et diffusée à partir du 6 septembre 1986 sur Canal+ dans l'émission Cabou Cadin. Elle a été rediffusée à partir de mars 1988 dans l'émission Amuse 3 sur FR3.

## Synopsis
Cette série met en scène les mésaventures d'un petit âne brun, maltraité par ses maîtres, qui trouvera le réconfort auprès de ses amis Caroline, Jacques, Noiraud et Médor.

## Générique
Le générique de Cadichon a été interprété par Annie Cordy.

## Épisodes

### Première saison:Cadichon ou les mémoires d'un âne
1. Médor
2. La Poursuite
3. La Cachette
4. La Course
5. Les Souterrains
6. La Chasse
7. L'Âne savant
8. La Punition
9. Le Pardon
10. L'Enlèvement

### Deuxième saison:Les Tribulations de Cadichon
1. Cadichon en Bretagne
2. Cadichon en Écosse
3. Cadichon au Pays basque
4. Cadichon en Espagne
5. Cadichon en Auvergne
6. Cadichon en Allemagne
7. À travers les Alpes
8. Cadichon en Provence
9. Retour au pays
10. Bravo Cadichon